# Mani Lal Bhaumik
Mani Lal Bhaumik (nacido el 30 de marzo de 1931) es un físico indio americano y autor de bestsellers internacionales, célebre conferencista, empresario y filántropo.   

## Primeros años de vida
Mani Lal Bhaumik nació en una familia bengalí  Mahishya el 30 de marzo de 1931 en un pequeño pueblo de Tamluk y asistió a la escuela secundaria Kola Union.    Su padre Gunodhar  Bhaumik fue un notable luchador por la libertad. Cuando era adolescente, Bhaumik pasó algún tiempo con Mahatma Gandhi en su campamento Mahisadal. En su niñez, Mani Lal estuvo enormemente influenciado por el luchador por la libertad Matangini Hazra, conocido popularmente como Lady Gandhi.  Recibió un B.Sc. Licenciado por el Scottish Church College y M.Sc. Licenciatura del campus de Rajabazar Science College de la Universidad de Calcuta. Se ganó la atención de Satyendra Nath Bose (creador de las estadísticas Bose-Einstein), quien alentó su prodigiosa curiosidad. Bhaumik se convirtió en el primer estudiante en recibir un doctorado del Instituto Indio de Tecnología Kharagpur cuando recibió su doctorado en física cuántica en 1958.  Su tesis versó sobre Transferencias Electrónicas de Energía Resonantes, un tema que habría utilizado en su trabajo con láseres.

## Carrera científica
Al recibir una beca de la Fundación Sloan en 1959, Bhaumik fue a la Universidad de California en Los Ángeles (UCLA) para ocupar un puesto como investigador postdoctoral. En 1961, se incorporó a la División de Electrónica Cuántica de Xerox Electro-Optical Systems en Pasadena y comenzó su carrera como científico del láser. Al mismo tiempo, enseñó física cuántica y astronomía en la Universidad Estatal de California en Long Beach. En 1968, ingresó en el Laboratorio de Investigación Corporativa de Northrop, donde ascendió hasta convertirse en director del Laboratorio de Tecnología Láser y dirigió un equipo que hizo contribuciones pioneras en la investigación de la tecnología del láser excimer. Uno de los artículos sobre esta investigación se presentó en la reunión de la Sociedad Óptica de América en Denver, Colorado, en marzo de 1973.    En esta reunión, Bhaumik presentó evidencia sustancial para demostrar por primera vez que un láser excimer podría ser lo suficientemente eficiente y potente para su utilización práctica. La aplicación de láseres excimer en la cirugía ocular Lasik ha dado como resultado la corrección de la visión en muchos casos.  El láser excimer también se utiliza para enfermedades de la piel difíciles de tratar, como la psoriasis y el vitíligo.  La aplicación más extendida del láser excimer ha sido la fotolitografía,  una tecnología crítica utilizada en la fabricación de dispositivos microelectrónicos como teléfonos móviles. Sus contribuciones al desarrollo de láseres nuevos y de alta potencia merecieron su elección por parte de sus pares como miembro de la Sociedad Estadounidense de Física  y del Instituto de Ingenieros Eléctricos y Electrónicos. 
El interés actual de Bhaumik es realizar investigaciones innovadoras en física teórica       para descifrar el enigma centenario de la física cuántica, así como compartir con el público los avances en física cuántica y cosmología. y sus implicaciones para nuestras vidas, trabajo, tecnología y desarrollo espiritual. Esto se esfuerza por lograr a través de libros como Code Name God y The Cosmic Detective, artículos, conferencias y programas de televisión como Cosmic Quantum Ray. También está interesado en la investigación sobre el origen y la naturaleza de la conciencia y cómo ese conocimiento puede utilizarse para mejorar la calidad de nuestra existencia. En 1989, su historia de vida apareció en la popular serie de televisión Lifestyles of the Rich and Famous,  distribuida por Paramount Pictures.
Bhaumik ha publicado más de cien artículos en varias revistas profesionales y es titular de una docena de patentes estadounidenses relacionadas con el láser. Ha sido invitado a dar conferencias en todo el mundo, en foros que incluyen: Escuela de verano sobre láseres de gas de alta potencia, Capri, Italia, 1975; Simposio internacional sobre láseres químicos y de flujo de gas, Bélgica 1978; Simposio internacional sobre láseres de descarga de gas, Grenoble, Francia, 1979; Conferencia en memoria de Asoke Sarkar, Feria Internacional del Libro de Calcuta 2001; Instituto de Cultura, Calcuta, India 2006; Sociedad de Estudios Asiáticos de Calcuta, Calcuta, India 2015.  Por invitación del gobierno de la India, Bhaumik pronunció una conferencia en el Festival de la Ciencia 2020. 

## Libros, medios y actividades filantrópicas
Su búsqueda duró una década y lo llevó a la inferencia de que la Fuente Única en el centro de todas las tradiciones espirituales está basada en la realidad científica y no en una mera creación de una fe ciega. También sostiene que la ciencia y la espiritualidad son, de hecho, dos caras de la misma moneda, siendo la moneda esa conciencia humana única que nos permite percibirnos a nosotros mismos y a la realidad objetiva.  Por lo tanto, sostiene en su libro Code Name God (Crossroads Publishing), se puede salvar la gran brecha entre ciencia y espiritualidad. El truco, afirma Bhaumik, consiste en ver las cosas bajo una luz completamente nueva: una luz arrojada por las recientes revelaciones de la física cuántica y la cosmología. Ahora dedica gran parte de su tiempo y energía a llevar este mensaje al público, incluidos sus miembros más jóvenes, para quienes recientemente publicó The Cosmic Detective (Penguin 2008), una introducción a la cosmología, y creó una galardonada serie de televisión animada. Cosmic Quantum Ray, que se transmite en Hub Network y muchas otras redes en todo el mundo.
Bhaumik ha instituido un Premio Internacional anual a través del Instituto de Neuropsiquiatría de UCLA para reconocer la mejor evidencia científica que demuestra el efecto de la mente en la curación. Ha estado involucrado en numerosas actividades comunitarias a través de su asociación con la Asociación de Ciudades Hermanas de Bombay de Los Ángeles; la asociación de Ciudades Hermanas de Los Ángeles y San Petersburgo; la Asociación de Ciudades Hermanas de Long Beach Calcuta y otros. Ha donado a varias organizaciones benéficas, incluidos los Thalians de Los Ángeles. También estableció la Fundación Educativa Bhaumik, con sede en Calcuta, que ofrece becas completas a estudiantes necesitados pero brillantes que desean dedicarse a estudios de ciencia y tecnología.  En 2016 también hizo una donación de 11 millones de dólares a UCLA para establecer un Instituto de Física Teórica.  También ha creado el Premio AAAS Mani L. Bhaumik al compromiso público con la ciencia  otorgado a contribuyentes internacionales.

## Puntos de vista espirituales

### Nombre en clave: Dios
Publicado por primera vez en los EE. UU. en 2005, Code Name God (Crossroads Publishing ISBN 0-8245-2519-1) es una destilación de la tesis central de Bhaumik de que los descubrimientos de la física moderna pueden reconciliarse con las grandes verdades de las religiones del mundo cuando esas verdades se consideran elementos de lo que Aldous Huxley llamó "La Filosofía Perenne". En particular, Bhaumik encuentra un fuerte apoyo en la física y la cosmología avanzadas para la noción neoplatónica de "el Uno" (identificado aquí como "La Fuente"), y conjetura que esta fuente existencial puede residir en lo que se conoce como el estado de vacío cuántico. y ser de alguna manera coeterno y coigual con la conciencia humana. El libro y su premisa han sido elogiados por luminarias tanto del mundo literario como científico, incluido Alexander Solzhenitsyn, quien escribió: "Este ejemplo de crecimiento espiritual personal... y reevaluación de los valores materiales... despierta sentimientos muy cálidos".  Dios es uno y no hay grandes diferencias entre las religiones." Fritjof Capra, autor de El Tao de la Física, escribió "... el intento de encontrar un terreno común entre la espiritualidad oriental y la ciencia occidental está contado elocuentemente y constituye una lectura fascinante". 
Code Name God es a la vez una autobiografía, que narra acontecimientos importantes en la vida de su autor junto con las revelaciones que los acompañaron, y una contemplación de las asombrosas implicaciones de la física cuántica. En palabras del autor, "el sorprendente descubrimiento de la física cuántica de que la fuente primaria de todo en el universo está presente en cada punto más diminuto del tejido espacial de este cosmos inmensamente vasto nos permite reflexionar sobre la Fuente Única de toda la creación. Ya no es simplemente una fe ciega. Esto debería permitirnos sentirnos como una parte inextricable de la Fuente Única, lo que mejoraría significativamente la calidad de nuestras vidas." El libro, que ha gozado de un éxito considerable en la India natal de Bhaumik, también ha recibido aplausos de reconocidos científicos europeos como el profesor Walter Thirring, antiguo director y jefe de la división teórica del CERN de Ginebra, que afirma en el prólogo de su edición alemana "La descripción que hace el Dr. Bhaumik de un poder superior incrustado en la estructura del universo y responsable de su continua existencia y funcionamiento es consistente con su confianza en las complejidades altamente técnicas y matemáticas de la Teoría Cuántica de Campos, un área de estudio a la que Tuve la oportunidad de hacer algunas contribuciones significativas".  Thirring y Bhaumik se encuentran entre un grupo todavía relativamente pequeño de "científicos duros" que han reconocido abiertamente las implicaciones espirituales de la física cuántica y la cosmología.

### El detective cósmico
Publicado en 2009 por Pingüino (ISBN 9780143330691), The Cosmic Detective es una introducción a la cosmología moderna para el lector general, pero con inclinaciones científicas. Fue seleccionado como libro oficial por la secretaría del Año Internacional de la Astronomía (IYA2009)  declarado por la Asamblea General de la ONU.  El lema del IYA2009 fue "EL UNIVERSO, TUYO PARA DESCUBRIR", una exhortación para que reevalúemos nuestro lugar en él a la luz de los descubrimientos revolucionarios de la cosmología moderna. La presentación de los descubrimientos de la cosmología moderna en este libro ha sido elogiada tanto por expertos como por otras personas interesadas en el campo. Catherine Cesarsky, presidenta de la Unión Astronómica Internacional, afirma: "El detective cósmico es una lectura inspiradora. Bhaumik aborda temas con un alcance impresionante, pero profundiza en ellos con un espíritu rara vez visto. Combinar un texto científicamente preciso con un lenguaje accesible no es una tarea fácil, pero The Cosmic Detective es una prueba de que se puede hacer." Walter Thirring, exjefe de la división teórica del CERN en Ginebra, ha dicho: "El detective cósmico revela otro de los talentos de Mani Bhaumik: es un destacado escritor científico que complementa su demostrada visión científica. Tiene la capacidad única de destilar de el material voluminoso los conceptos esenciales para el público en general." El astronauta del Apolo 14 Edgar Mitchell, en el prólogo del libro, escribe: "Mani Bhaumik se basa en los recientes desarrollos científicos para brindarnos nuevas imágenes, vistas más amplias e ideas sobre la magnificencia de nuestro universo".  El libro ha sido publicado en siete idiomas.

## Libros en bengalí
- Bishwa Jeebani: biografía del universo (ISBN 81-7756-660-1 ): Ananda Publishers, Calcuta, 2007
- Bijñāne Ishwarer Sanket (ISBN 81-7756-924-4 ,ISBN 978-81-7756-924-7 ): Traducción de Codename God, publicada en 2010
- Brahma Satya Jagat Satya : Upanishad-Bijñān-Rabindranath (ISBN 978-93-5040-131-6 ): Ananda Publishers, Calcuta, 2012

El título del libro significa "Brahman y el Universo – Ambos son verdaderos", lo que va en contra del edicto del siglo IX del líder espiritual hindú Śaṅkarāchārya   en su famoso poema Vivekachudamani:

Ślokārdhena pravakshyāmi yaduktaṃ granthakoṭibhiḥ

Brahma satya jaganmithyā jīvoḥ brahmaiva nāparaḥ
I'll tell in one line what is told in millions of books:

Brahman is true, universe is false; the living soul is Brahman alone, no other else.

Este libro encabezó la lista de bestsellers de Anandabazar Patrika en la categoría de no ficción. 
- Ami Naren: Bideshe Vivekananda (ISBN 978-81-8374-188-0 ): Patra Bharati Pablisher, Calcuta, febrero de 2013 [38] [39]

En la lista de libros más vendidos de Anandabazar Patrika, 15 de febrero de 2013
- Hola Einstein: Chena Nam Achena Galpa (ISBN 978-93-5040-380-8 ): Ananda Pablisher, Calcuta 2014

En la lista de libros más vendidos de Anandabazar Patrika, 15 de marzo de 2014 

## Honores y premios
- Miembro electo de la Sociedad Estadounidense de Física, 1976. [41]
- Miembro electo del Instituto de Ingenieros Eléctricos y Electrónicos para el desarrollo de láseres de alta potencia y nuevos sistemas láser, 1982. [42]
- Recibió un D.Sc. honorario. por logros académicos de por vida en 1995 del Instituto Indio de Tecnología Kharagpur [43]
- Recibió el Premio Humanitario Mahatma Gandhi, 2005, de la Indian American Heritage Foundation [44]
- Recibió el Premio Pravasi Bharatiya Samman, uno de los premios civiles más prestigiosos otorgado por el Gobierno de la India para honrar a un indio excepcionalmente exitoso y meritorio que reside en el extranjero por su extraordinaria contribución, 2010 [45]
- Recibió el prestigioso Premio Padma Shri 2011 del Gobierno de la India por su distinguido servicio en ciencia e ingeniería.
- Recibió el Premio Chaudhuri por logros extraordinarios en ciencia otorgado por el Instituto de Estudios Integrales de California, San Francisco, 4 de mayo de 2013. [46]
- UCLA estableció el Instituto Mani L. Bhaumik de Física Teórica en 2016. [47]
- Recibió el Premio Visionario del Centenario de Ciencias Físicas de UCLA en 2021. [48]